# Opavský týdenník
Opavský týdenník byly české noviny vycházející v Opavě od září 1870 do prosince 1912.
Periodikum založili Jan Zacpal, Antonín Vašek a Vincenc Prasek. Volně navázalo na Opavský besedník, který v Opavě vycházel v letech 1861–1865. Během 43 let vydávání Opavského týdenníku se na místě vydavatele vystřídali Jan Zacpal, Rudolf Hill, Antonín Otáhal a Václav Hans.
Noviny vytvářely a hájily politický program Čechů ve Slezsku, který spočíval především v národním probuzení širokých vrstev českého obyvatelstva, podporování jeho hospodářské soběstačnosti a podnikavosti, usilování o české školy ve Slezsku, snaze o zastoupení Čechů v politických orgánech, úřadech a soudech. Význam Opavského týdenníku začal upadat v souvislosti s postupující politickou i společenskou diferenciací v dosud jednotném českém národním proudu v českém Slezsku. Poslední číslo Opavského týdenníku vyšlo symbolicky 31. prosince 1912, ve stejný den, kdy zemřel jeden z jeho iniciátorů a zakladatelů Vincenc Prasek.